# Claudius Ptolemaeus

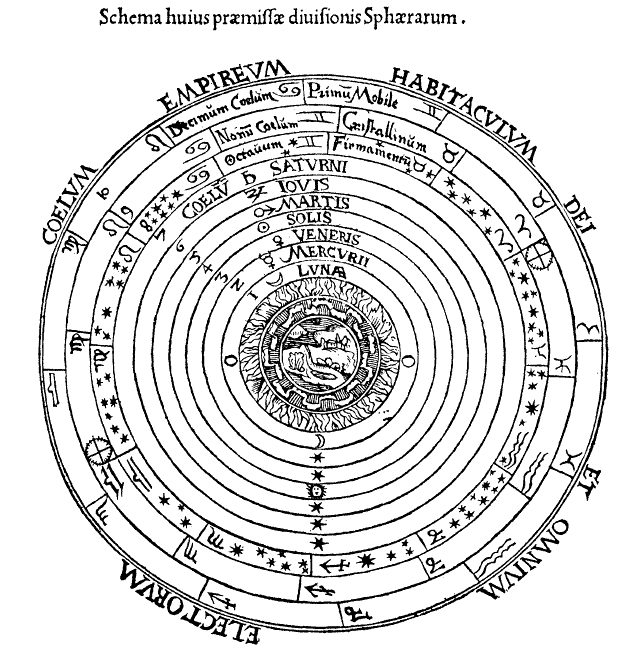
Ptolemeïsch systeem

Claudius Ptolemaeus (Oudgrieks: Κλαύδιος Πτολεμαῖος, Klaúdios Ptolemaîos; in het Nederlands ook gespeld Ptolemeüs) (verm. Ptolemais Hermii (Egypte), 87 - verm. Alexandrië, na 150) was een Grieks astroloog, astronoom, geograaf, wiskundige en muziektheoreticus die leefde in Alexandrië. Er is slechts weinig over zijn leven bekend. Hij was een Romeins staatsburger die schreef in het Koinè, de standaardvorm van het Grieks vanaf de hellenistische periode. Zijn geboorteplaats wordt slechts vermeld zonder referenties in een verklaring van de 14de-eeuwse astronoom Theodoros Meliteniotes. Hij stierf na het jaar 150, vermoedelijk in 168.
Hij schreef verschillende wetenschappelijke werken, waarvan er drie van belang waren voor de Byzantijnse, islamitische en Europese wetenschappers. Het eerste, een astronomische verhandeling, staat bekend als de Almagest, oorspronkelijk bekend als Hē mathēmatikḕ sýntaxis (Ἡ μαθηματικὴ σύνταξις, "De mathematische ordening"), later Hē megálē sýntaxis (Ἡ μεγάλη σύνταξις, "De grote ordening") genoemd. Het tweede behandelt de geografie en geeft de geografische kennis weer van de toenmalige Grieks-Romeinse wereld. Het derde is een astrologische verhandeling waarin hij de astrologie poogde te verzoenen met de natuurfilosofie van Aristoteles. Deze verhandeling wordt soms aangeduid met de naam Apotelesmatika (Ἀποτελεσματικά), maar wordt vaker genoemd onder de naam Tetrabiblos (Τετράβιβλος, "De vier boeken") of de Latijnse naam Quadripartitum.

## Astronomie

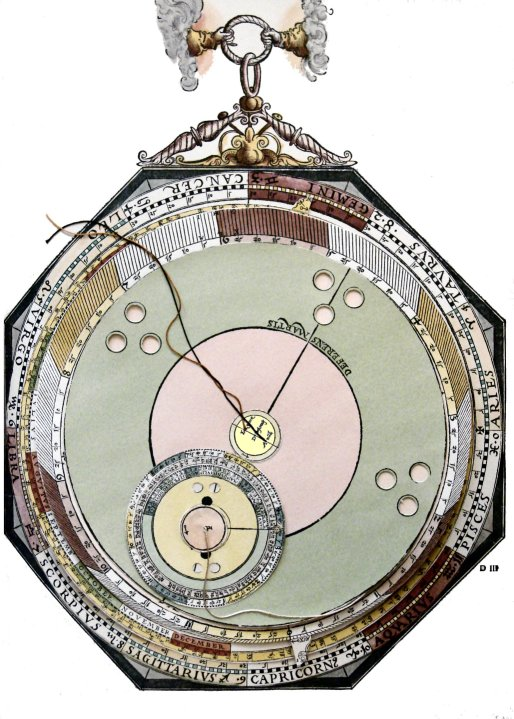
Een volvelle, samengesteld uit papieren schijven en touwtjes, dat op eenvoudige manier de positie van Mars (planeet) met de methode van Ptolemaeus laat berekenen. Uit Astronomicum Caesareum van Petrus Apianus uit 1540.

Ptolemaeus beschreef zijn astronomische kennis in de Almagest, de enige nog overblijvende verhandeling over astronomie uit de Oudheid. Lange tijd konden handgeschreven kopieën van dit indrukwekkend werk slechts door enkelingen geraadpleegd worden. Er kwamen later verkorte versies beschikbaar voor wetenschappers. Georg Peurbach publiceerde in 1472 Theoricae novae planetarum, gevolgd in 1496 (in samenwerking met Johann Regiomontanus) door een meer uitgebreide samenvatting Epytoma in Almagestum Ptolemai. In 1515 verscheen dan voor het eerst een integrale gedrukte versie van het Almagestum, gesteund op een Latijnse vertaling uit de 12de eeuw. De originele Griekse versie verscheen uiteindelijk in 1538 in Basel.
Ptolemaeus had een geocentrisch beeld van het zonnestelsel. Zijn opvattingen over astronomie, bekend als het Stelsel van Ptolemaeus, hebben meer dan 1400 jaar, tot ver na de middeleeuwen, deze wetenschap in West-Europa en Arabië beheerst. Pas in 1543 werd, met de publicatie van De revolutionibus orbium coelestium door Copernicus, voor het eerst een volledig uitgewerkt alternatief gepubliceerd. Uiteindelijk zou Johannes Kepler met zijn Astronomia nova uit 1609 een werkelijk overtuigend heliocentrisch alternatief bieden, uitgaande van elliptische (in plaats van cirkelvormige) planeetbanen.
Ptolemaeus heeft de epicykel-theorie van Hipparchus vervolmaakt. Met het sterrenmodel van Aristoteles kon namelijk niet verklaard worden waarom de planeten zich soms snel, soms langzaam, en soms zelfs retrograde (achteruitgaand), aan de hemel schenen te bewegen. Het rekenmodel voor de planeten Mars, Jupiter en Saturnus van Ptolemaeus kan men illustreren met een "volvelle" zoals op de afbeelding: Ptolemaeus plaatst elke planeet (Mars in dit geval) op een epicykel (gele schijf) van een cirkelbaan (of deferent, de roze cirkel op de "volvelle" in de afbeelding). Binnen de deferent bevinden zich drie punten (binnen het kleine gele cirkeltje): het middelpunt van de deferent (as van de roze schijf), aan één kant daarvan de aarde (middelpunt van het heelal, de sterrenhemel rondom de volvelle), en aan de andere kant het vereffeningspunt of equant. De equant is Ptolemaeus' belangrijkste bijdrage tot de theorie: het systeem van de drie punten simuleert een benadering van een ellipsbaan door middel van cirkels. Dit eenvoudige en krachtige model (met weinig middelen werd de ingewikkelde retrograde beweging nauwkeurig beschreven) legde Ptolemaeus vast in zijn dertiendelig manuscript Hè mathèmatikè syntaxis (De wiskundige ordening). De werken van Ptolemaeus over astronomie zijn overgeleverd in het Arabisch en werden door de Arabische astronomen Kitab al-Madjisti genoemd, wat Het grootste boek betekent. Dit werd later verbasterd tot Almagest (het zeer grote). De Almagest bevatte ook een sterrencatalogus en een lijst van 48 sterrenbeelden die door Hipparchus beschreven waren.

## Geografie

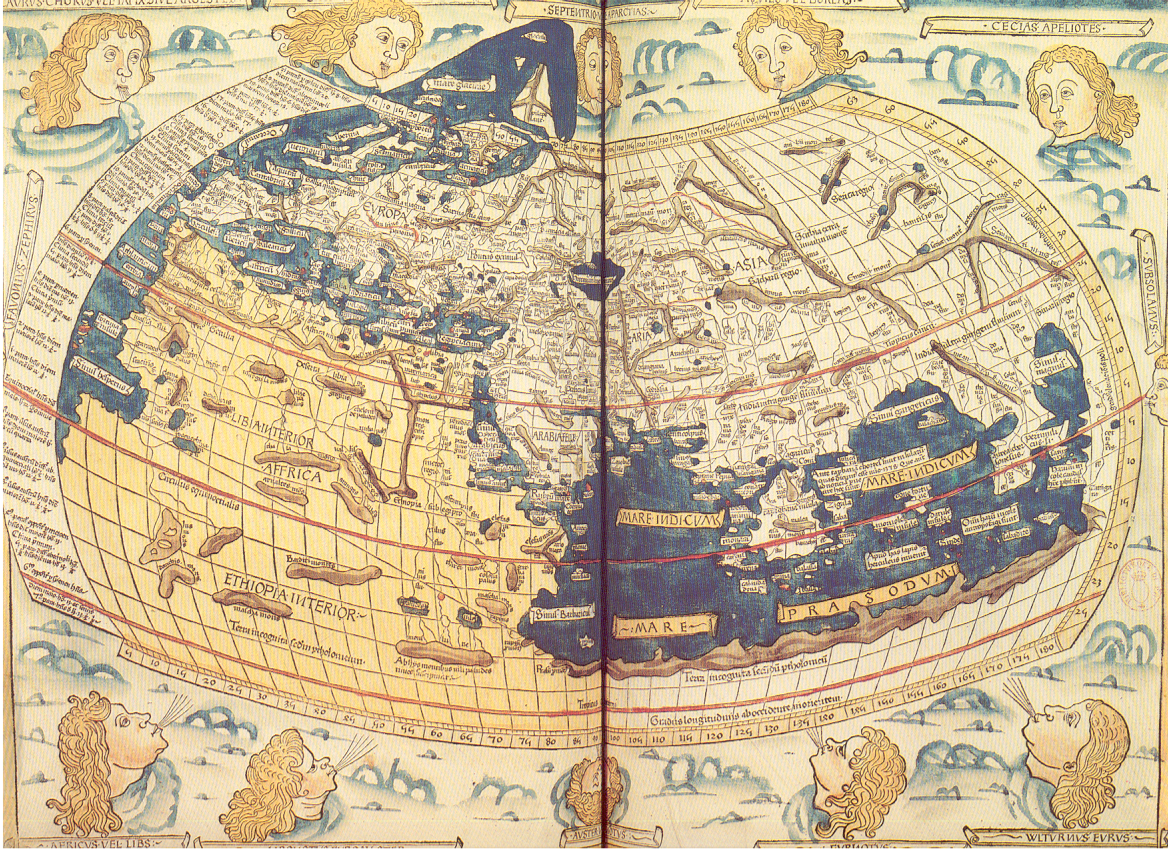
Wereldkaart uit 1482, gebaseerd op Ptolemaeus

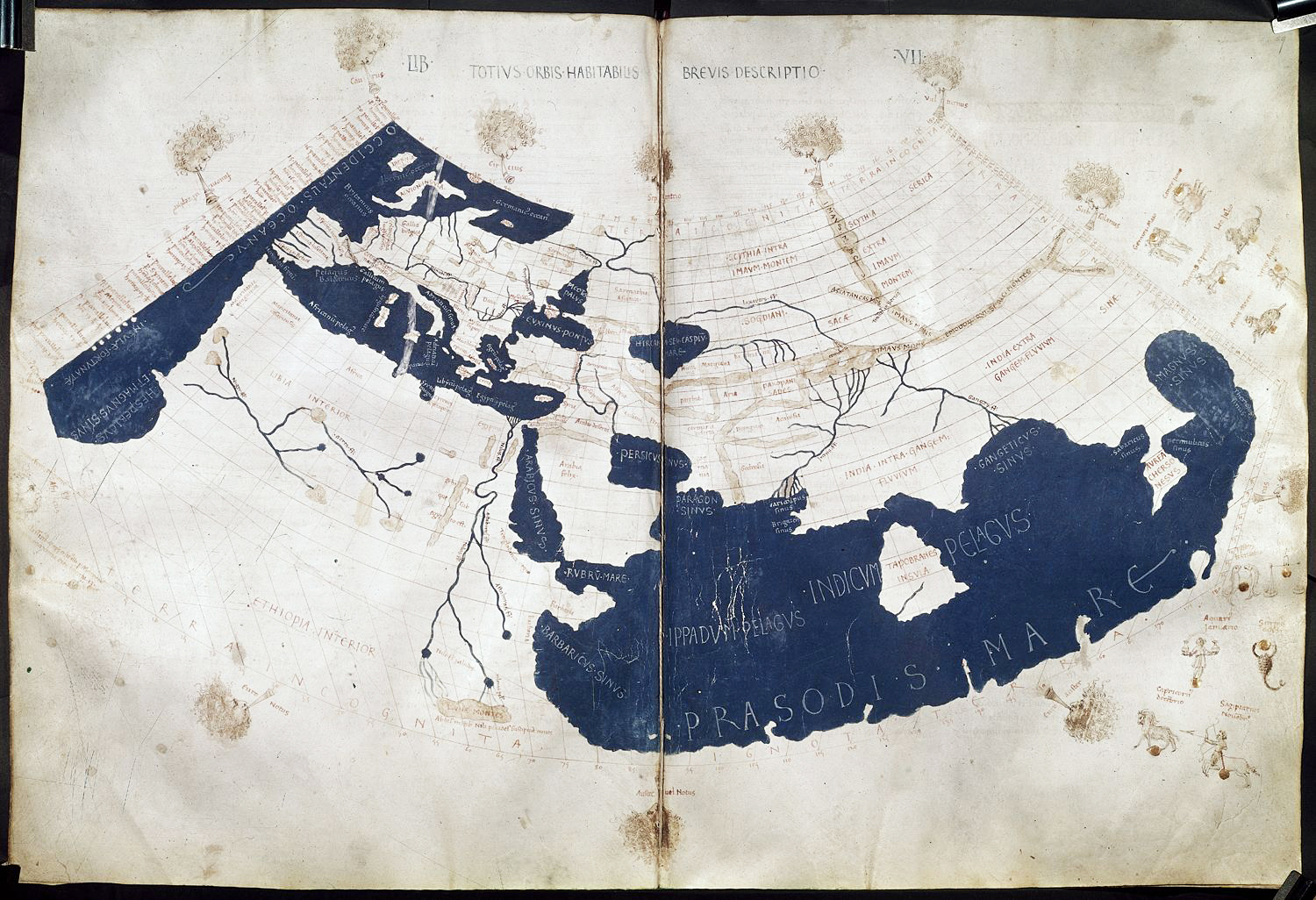
Ptolemaeus' wereldkaart (hertekend in de 15e eeuw)

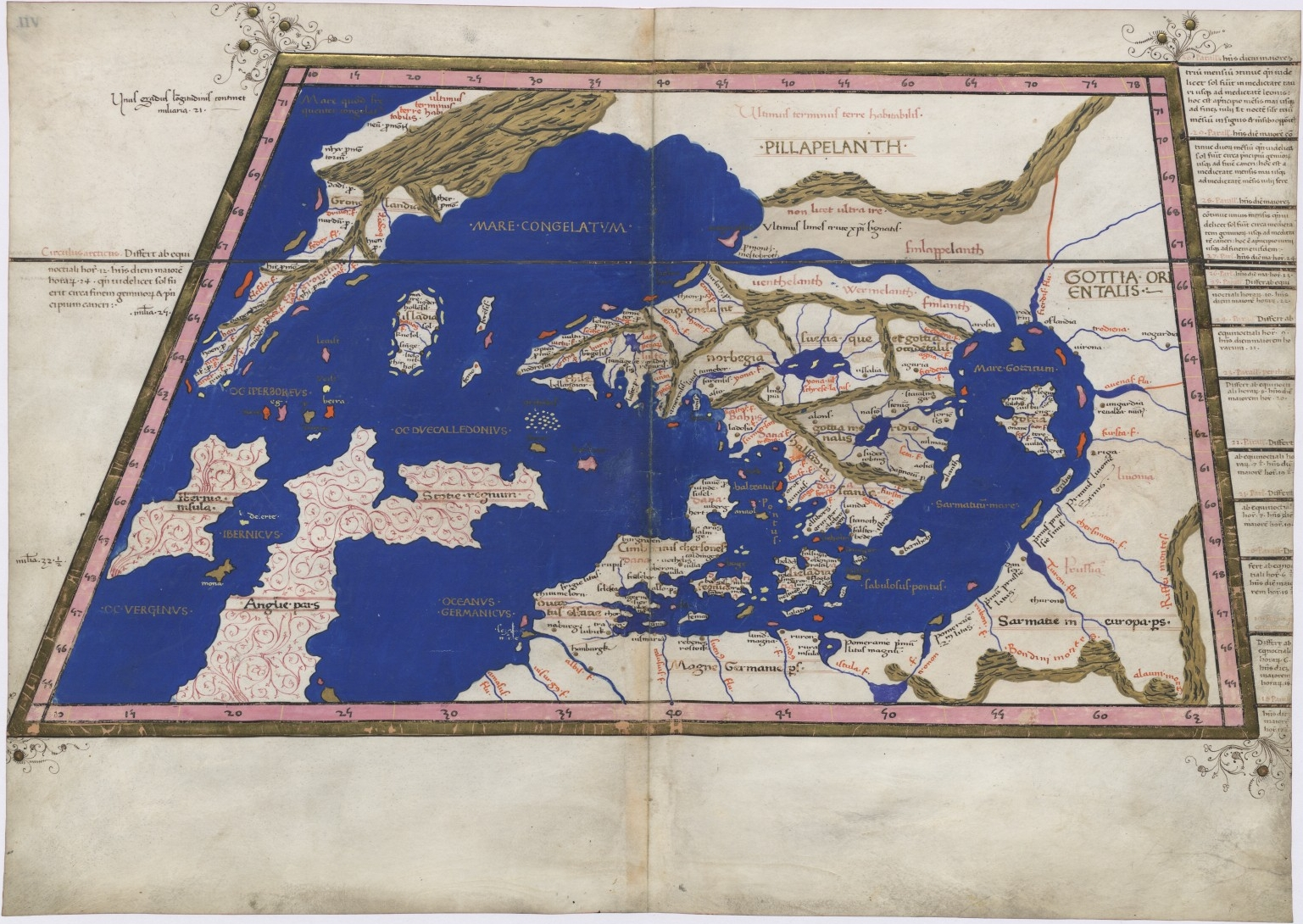
Ptolemaeus' kaart van Noord-Europa, 1467

Ptolemaeus is wellicht nog bekender geworden door zijn Kosmographia of Geographia, een gids voor het maken van kaarten inclusief een lijst van de geografische lengte en breedte van circa 8000 plaatsen. Aan de hand van dit werk kon men een serie kaarten tekenen van de gehele aan de auteur bekende wereld. In de Renaissance bestond veel belangstelling voor deze Geographia: vóór 1600 werden er 31 Latijnse of Italiaanse edities van gedrukt. Deze uitgaven vormden de eerste atlassen.
Ptolemaeus noemde de Frisii (de Friezen), de bewoners van de lage landen ten noorden van de grote rivieren. Ook worden de Saxones genoemd. Hij noemde het Eiland van de Bataven niet, omdat hij voornamelijk steden en rivieren opgaf en weinig landschappen, maar hij heeft wel enkele plaatsnamen en enige andere geografische aanwijzingen opgenomen, die men altijd in Nederland probeerde te lokaliseren en die blijkens andere klassieke schrijvers in of bij het Eiland van de Bataven lagen. Hij gaf een lijst van steden, rivieren en streken, waarachter hij vier getallen liet volgen: de lengtegraad met de minuut (uitgaande van de meridiaan van Alexandrië) en de breedtegraad met de minuut.

## Astrologie
Ptolemaeus schreef een uitgebreide samenvatting van de astrologie van zijn tijd: de Tetrabiblos (De vier boeken). In de Tetrabiblos ging hij in op het duiden van horoscopen. Daarnaast gaf hij aanwijzingen voor berekeningen. Een deel van het werk gaat over specifieke situaties, bijvoorbeeld astrologische standen die van belang zouden zijn bij buitenlandse reizen.
Ptolemaeus heeft een uitzonderlijk grote invloed gehad op de astrologie na hem. Veel van zijn technieken zijn nog steeds in gebruik bij astrologen. Kritiek is er vanuit astronomische hoek vooral geweest op de correlaties die Ptolemaeus legde tussen de betekenis van dierenriemtekens en seizoenen. De correlatie tussen bijvoorbeeld het teken Ram en de lente geldt uiteraard alleen voor een deel van het noordelijk halfrond en kan dus niet universeel geldig zijn. Toch, zo luidt de kritiek, bouwde Ptolemaeus veel van zijn theorieën op dit soort vergelijkingen op. Daarbij had Ptolemaeus waarschijnlijk geen of weinig kennis van het zuidelijk halfrond en de relaties van de sterrenbeelden daar. Feit is echter dat de klassieke westerse astrologie niet met de siderische, maar met de tropische dierenriem werkt, waardoor deze bezwaren weg zouden vallen. Vanaf het begin van de lente (Ram 0 graden voor het noordelijk, en Weegschaal 0 graden voor het zuidelijk halfrond) wordt het hemelgewelf langs de ecliptica in twaalf sectoren verdeeld die Ram, Stier enz. tot Vissen worden genoemd, onafhankelijk van de astronomische constellaties. Zo werkt de astrologie op het zuidelijk halfrond eveneens met het door Ptolemaeus opgezette astrologische systeem met de tropische zodiak, waardoor alle mensen die aan het begin van de lente geboren worden het sterrenbeeld Aries (Ram) hebben. Het blijft op die manier een 'seizoens-systeem' zoals Ptolemaeus het had bedoeld, onafhankelijk van de astronomische sterrenbeelden van de siderische zodiak.